# Michael O'Loughlin
Pour les articles homonymes, voir O'Loughlin.
Michael O’Loughlin, né le 14 février 1997 à Carrick-on-Suir, est un coureur cycliste irlandais.

## Biographie
En 2020, après trois saisons dans l'équipe Wiggins, il fait le choix de rejoindre l'UC Nantes Atlantique, club français évoluant en division nationale 1.

## Palmarès sur route

### Par année
- 2014
  - Prologue et 5e étape du Tour d'Irlande juniors
  - Wexford Two Day :
    - Classement général
    - 3e étape

  - 2e du championnat d'Irlande sur route juniors
  - 2e du Tour d'Irlande juniors
  - 8e du championnat du monde du contre-la-montre juniors
- 2015
  -  Champion d'Irlande sur route juniors
  -  Champion d'Irlande du contre-la-montre juniors
  - Gorey Three Day :
    - Classement général
    - 3e étape (contre-la-montre)

  - 2e étape du Trophée Centre Morbihan (contre-la-montre)
  - 2e du Trophée Centre Morbihan
- 2016
  -  Champion d'Irlande sur route espoirs
  - 3e du Des Hanlon Memorial
  - 3e du championnat d'Irlande du contre-la-montre espoirs
  - 3e du championnat d'Irlande sur route
- 2017
  -  Champion d'Irlande sur route espoirs
  -  Champion d'Irlande du contre-la-montre espoirs
  - Danny O’Shea 10 Mile Time Trial
- 2018
  -  Champion d'Irlande du contre-la-montre espoirs
  - Champion du Munster du contre-la-montre
  - 1re étape de l'Orwell Stage Race (contre-la-montre)[2]
  - Naas Open Time Trial[3]
  - 3e du championnat d'Irlande sur route espoirs
- 2019
  -  Champion d'Irlande du contre-la-montre espoirs
  - 6e du contre-la-montre des Jeux européens

### Classements mondiaux
| Année           | 2016 | 2017 | 2018 | 2019 |
| --------------- | ---- | ---- | ---- | ---- |
| UCI Europe Tour | 659e | 754e | 571e | 751e |

## Palmarès sur piste
- 2020
  -  Champion d'Irlande de poursuite
  - 3e du championnat d'Irlande de scratch
- 2021
  -  Champion d'Irlande de poursuite
  - 3e du championnat d'Irlande du kilomètre